# 循環のサイン
循環のサイン（じゅんかんのサイン）とは、心肺蘇生法の一手順で、頚動脈触知（乳幼児の場合は上腕動脈）での脈拍確認が一般人には難しいことが判明したために、代替の手順として考えられた確認方法である。
気道確保、呼気吹き込み式人工呼吸を2回行った後に、呼吸運動、咳、その他の体の動き等の有無を10秒以内に観察する。これらの徴候が全くなければ、循環のサインがない「心停止」の状態と判断して、直ちに心臓マッサージを行う。
末梢における循環のサインは、爪もしくは指を血色が無くなるまで絞り、手を離してから血色が戻るまでの時間で判断する。概ね2秒以上かかっている場合、末梢循環不全が起きていると解釈する。その原因となりうるものは、
- 失血及びその他の原因によるショック状態→血圧低下や頻脈はないか?
- 低体温→体温はどうか？ 冷罨法をしていないか?
- 一肢あるいは二肢のみの場合、塞栓症の疑い→その肢で脈拍の減弱が見られないか?

など重篤な物もあり、早期に原因を検索する必要がある。